# Phaonia mexicana
Phaonia mexicana este o specie de muște din genul Phaonia, familia Muscidae, descrisă de Barros de Carvalho în anul 1984. Conform Catalogue of Life specia Phaonia mexicana nu are subspecii cunoscute.